# Hjo Bryggeri (1875)

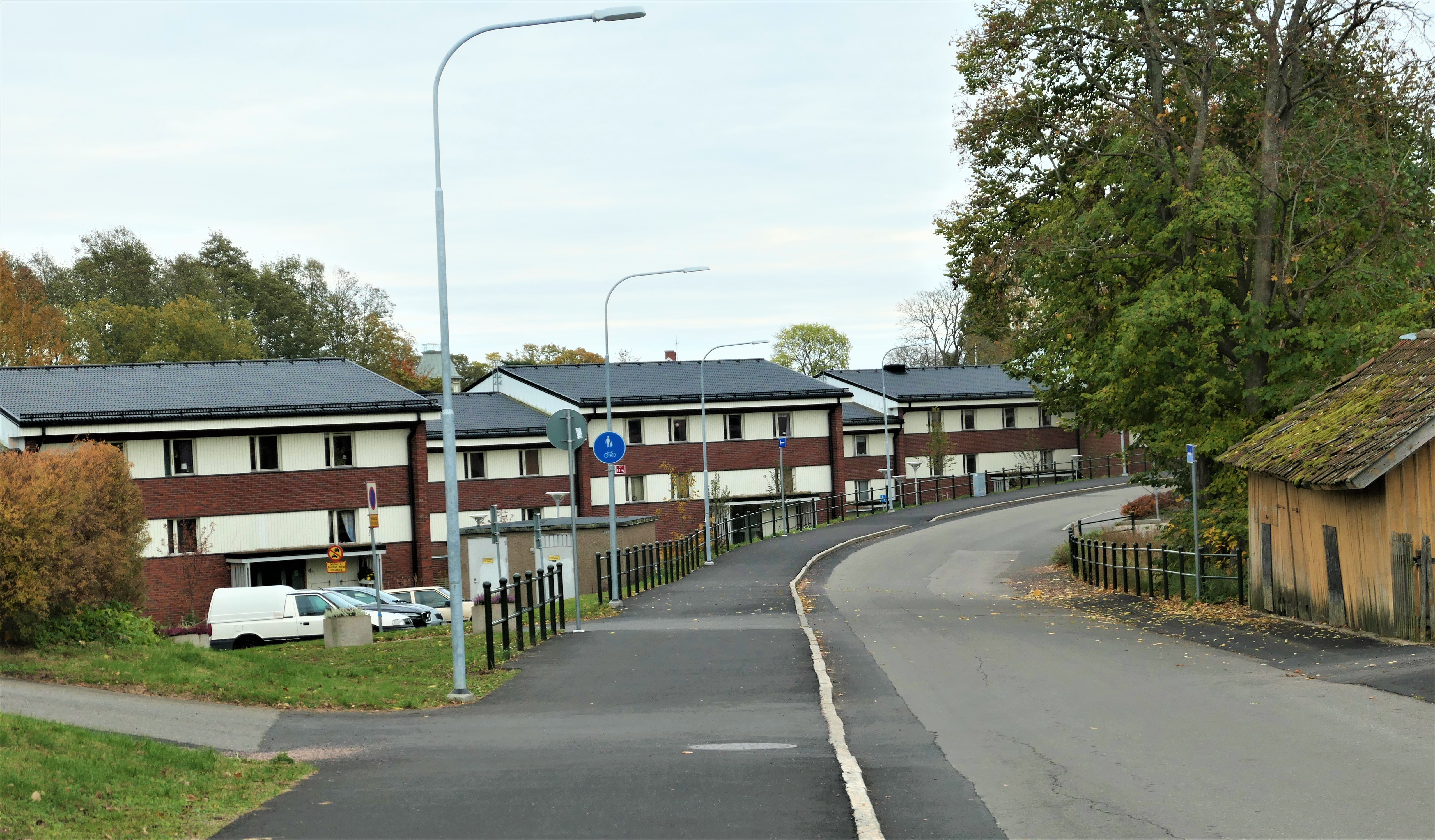
Delar av bostadsområdet Källängen på Strömsdalsvägen, på platsen för tidigare Hjo Bryggeri.

Hjo Bryggeri var ett bryggeri i Hjo. Det grundades 1875 och låg vid Falköpingsvägen/Strömsholmvägen i en djup sänka i Hjoåns dalgång omedelbart väster om Gamla staden. På platsen, vid Hjoån, hade tidigare, från början av 1800-talet, anlagts två brännerier.
Bryggeriet hade 1947 18 anställda. Det köptes 1951 av Pripp & Lyckholm och lades därefter ned.
Hjo bryggeri uppfördes i några träbyggnader. Dessa revs 1973, efter det att bryggeriverksamheten upphört, och marken bebyggdes 1973–1976 med två trevånings flerbostadshus i tegel i bostadsområdet Källängen, som ligger på ömse sidor av ån. Husen ritades av Boo Widén.

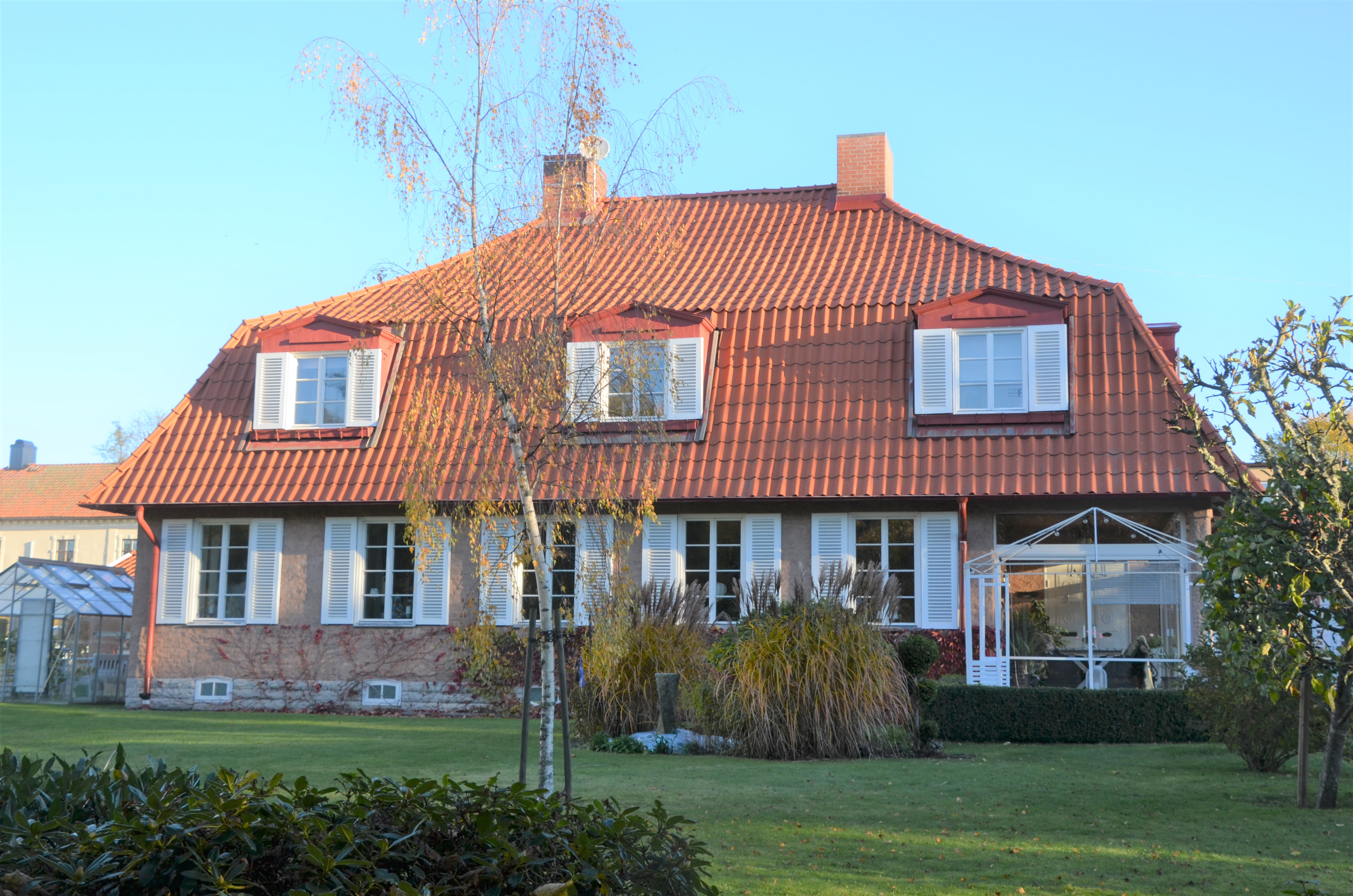
Villa Forssell, Floragatan 8 i Hjo

Per Albert Forssell (1880–1954) var direktör och ägare under 1900-talets första hälft. Denne lät 1922 uppföra Villa Forssell i Nya staden, efter ritningar av Birger Jonson.

## Annat bryggeri med samma namn
Hjo Bryggeri finns (2021) som en enskild firma i Hjo. I firman bedrivs småskalig kommersiell bryggning av svagdricka, som etablerades på platsen av ägarens farfar 1926.